# Tra te e il mare
Tra te e il mare è il quinto album in studio della cantante italiana Laura Pausini pubblicato il 15 settembre 2000.
L'album viene pubblicato in lingua spagnola con il titolo Entre tú y mil mares l'11 settembre 2000.
L'album ha venduto 4 milioni di copie nel mondo di cui 500 000 copie in Italia.

## Descrizione
L'album, pubblicato a due anni di distanza dal precedente (La mia risposta), è composto da 14 tracce e viene anticipato il 2 settembre dal singolo omonimo, che porta la firma di Biagio Antonacci.
Il disco, nonostante abbia segnato l'abbandono definitivo delle tematiche adolescenziali da parte della cantante italiana, non presenta grosse novità rispetto ai precedenti lavori di Laura Pausini. I brani che compongono l'album hanno infatti come temi fondamentali l'amore (Tra te e il mare, Come si fa, Anche se non mi vuoi, Volevo dirti che ti amo), la nostalgia (Viaggio con te, Ricordami) e la ricerca dell'energia necessaria per superare i fallimenti (Fidati di me).
Il primo brano del disco, Siamo noi, racconta la normalità dell'insicurezza; il brano Per vivere affronta invece la tematica delle favelas ed è dedicato ad un bambino di 9 anni che la cantante ha conosciuto a Rio de Janeiro. Tra gli altri brani, è da segnalare Jenny, il cui stile è stato accostato da alcuni critici musicali a quello di Vasco Rossi: si tratta di una canzone ispirata al film La città degli angeli, che racconta la storia di un angelo in cerca di una persona da salvare. Le altre tracce sono: Anche se non mi vuoi, simbolo dei momenti di crisi di una coppia; Ricordami, per farci capire che ricordare è importante; Volevo dirti che ti amo, espressione musicale di una dichiarazione d'amore; Musica sarà, rappresentante la passione per la musica; Come si fa, domanda su come può rompersi un grande amore. Nell'album è presente anche una dedica al padre Fabrizio, rappresentata da Viaggio con te, brano vincitore del Premio Lunezia nel 2001. A chiudere il disco è un brano in inglese: The Extra Mile, inserito nella colonna sonora del film Pokémon 2 - La Forza di Uno e firmata tra gli altri da Tina Arena. Il singolo Il mio sbaglio più grande ha tra gli autori Andreas Carlsson e viene pubblicato anche in lingua inglese, all'interno dell'album From the Inside, pubblicato per il mercato nordamericano nel 2002 e l'anno dopo anche in Italia.
Molti dei brani inclusi in Tra te e il mare vedono la stessa Laura Pausini tra gli autori, affiancata da Cheope e Beppe Dati. Tra gli altri autori, si ricordano Mario Lavezzi, che co-firma Mentre la notte va, e Federica Camba: sono suoi i brani Anche se non mi vuoi e Jenny.
Il disco è prodotto da Kc Porter, Alfredo Cerruti, Dado Parisini e Celso Valli. Gli arrangiamenti sono curati da Dado Parisini.

## Edizioni

### Tra te e il mare
L'edizione del disco pubblicata in Italia contiene 14 tracce inedite. Il 30 giugno 2023, in occasione dei festeggiamenti dei 30 anni di carriera dell'artista, l'album viene pubblicato per la prima volta in doppio vinile 33 giri colorato.
- CD: 0685738439621

- MC: 0685738439645

- 2 LP (2023): 5054197617744

1. Siamo noi – 3:55 (testo: Laura Pausini, Giuseppe Dati, Cheope – musica: Eric Buffat)
2. Volevo dirti che ti amo – 4:04 (testo: Laura Pausini, Giuseppe Dati, Cheope – musica: Eric Buffat)
3. Il mio sbaglio più grande – 3:05 (testo: Laura Pausini, Giuseppe Dati, Cheope – musica: Andreas Carlsson, Alistair Thomson)
4. Tra te e il mare – 3:49 (Biagio Antonacci)
5. Viaggio con te – 3:49 (testo: Fabrizio Pausini, Giuseppe Dati, Cheope – musica: Antonio Galbiati, Emanuela Cortesi)
6. Musica sarà – 3:23 (testo: Laura Pausini, Giuseppe Dati, Cheope – musica: Nelgrado)
7. Anche se non mi vuoi – 3:56 (testo: Laura Pausini, Giuseppe Dati, Cheope – musica: Antonio Galbiati, Federica Fratoni, Laura Pausini)
8. Fidati di me – 3:49 (testo: Laura Pausini, Giuseppe Dati, Cheope – musica: Giuseppe Tosetto)
9. Ricordami – 4:08 (testo: Laura Pausini, Giuseppe Dati, Cheope – musica: Fabrizio Baldoni, Gino De Stefani)
10. Per vivere – 4:05 (testo: Laura Pausini, Giuseppe Dati, Cheope – musica: Fabrizio Baldoni, Gino De Stefani, Eric Buffat, Laura Pausini)
11. Mentre la notte va – 3:30 (testo: Laura Pausini, Giuseppe Dati, Cheope – musica: Mario Lavezzi)
12. Come si fa – 4:10 (testo: Laura Pausini, Marco Falagiani – musica: Marco Falagiani)
13. Jenny – 4:26 (testo: Laura Pausini, Giuseppe Dati, Cheope – musica: Federica Fratoni, Sergio Vinci)
14. The Extra Mile – 4:08 (Pamela Sheyne, Tina Arena, Andrew Frampton)

### Tra te e il mare(VHS)
In Italia viene pubblicata una VHS promozionale per i giornalisti di Tra te e il mare, contenente i videoclip Tra te e il mare e Entre tú y mil mares.

### Entre tú y mil mares
L'edizione del disco in lingua spagnola pubblicata in Spagna e in America Latina contiene 14 tracce inedite.
- CD: 0685738439720

- MC: 0685738439744

1. Somos hoy – 3:55 (testo: Laura Pausini, Giuseppe Dati, Cheope – adatt. spagnolo: Badia – musica: Eric Buffat)
2. Quiero decirte que te amo – 4:04 (testo: Laura Pausini, Giuseppe Dati, Cheope – adatt. spagnolo: Badia – musica: Eric Buffat)
3. Un error de los grandes – 3:05 (testo: Laura Pausini, Giuseppe Dati, Cheope – adatt. spagnolo: Badia – musica: Andreas Carlsson, Alistair Thomson)
4. Entre tú y mil mares – 3:49 (testo: Biagio Antonacci – adatt. spagnolo: Badia – musica: Biagio Antonacci)
5. La meta de mi viaje – 3:49 (testo: Fabrizio Pausini, Giuseppe Dati, Cheope – adatt. spagnolo: León Tristán – musica: Antonio Galbiati, Emanuela Cortesi)
6. Música será – 3:23 (testo: Laura Pausini, Giuseppe Dati, Cheope – adatt. spagnolo: Badia – musica: Nelgrado)
7. Si no me quieres hoy – 3:56 (testo: Laura Pausini, Giuseppe Dati, Cheope – adatt. spagnolo: Badia – musica: Galbiati, Federica Fratoni, Laura Pausini)
8. Fíate de mí – 3:49 (testo: Laura Pausini, Giuseppe Dati, Cheope – adatt. spagnolo: Badia – musica: Giuseppe Tosetto)
9. Recuérdame – 4:08 (testo: Laura Pausini, Giuseppe Dati, Cheope – adatt. spagnolo: Badia – musica: Fabrizio Baldoni, Gino De Stefani)
10. Viviré – 4:05 (testo: Laura Pausini, Giuseppe Dati, Cheope – adatt. spagnolo: Badia – musica: Fabrizio Baldoni, Gino De Stefani, Eric Buffat, Laura Pausini)
11. Mientras la noche va – 3:30 (testo: Laura Pausini, Giuseppe Dati, Cheope – adatt. spagnolo: Badia – musica: Mario Lavezzi)
12. Cómo se hará – 4:10 (testo: Laura Pausini, Marco Falagiani – adatt. spagnolo: Badia – musica: Musica: Marco Falagiani)
13. Jenny – 4:26 (testo: Laura Pausini, Giuseppe Dati, Cheope – adatt. spagnolo: Badia – musica: Federica Fratoni, Sergio Vinci)
14. The Extra Mile – 4:08 (Pamela Sheyne, Tina Arena, Andrew Frampton)

## Registrazione
Le registrazioni e i missaggi dei brani sono avvenute tra l'Italia, gli Stati Uniti d'America ed il Regno Unito.
- Logic Studio, Milano: registrazione.
- Fonoprint, Bologna: registrazione.
- Excalibur Studio, Milano: registrazione e mixaggio.
- Air Lyndhurst Studios, Londra: registrazione.
- Ben's Gaff e R.G. Jones England, Londra: registrazione.
- R.G. Jones England, Londra: mixaggio.
- West Lake Studios, Hollywood: registrazione.
- Bernie Grundman Mastering, Hollywood: masterizzazione.
- Worldbeat Recording, Calabasas: registrazione.
- Record Plant, Los Angeles: registrazione e mixaggio.

## Formazione
- Laura Pausini: voce
- Dado Parisini: tastiera, basso synth, batteria elettronica, pianoforte, cori
- Celso Valli: tastiera, basso synth, batteria elettronica, pianoforte
- Antonio Galbiati: tastiera, pianoforte
- Eric Buffat: tastiera, pianoforte, cori
- KC Porter: tastiera, pianoforte, batteria elettronica, cori
- Andreas Carlsson: tastiera, pianoforte, batteria elettronica, cori
- Ben Robbins: tastiera, pianoforte, programmazione, batteria elettronica
- Nigel Rush: tastiera, pianoforte, programmazione, batteria elettronica
- Ali Thomson: tastiera, pianoforte, programmazione, batteria elettronica
- Max Costa: programmazione, batteria elettronica
- Luca Bignardi: programmazione, batteria elettronica
- Michael Landau: chitarra elettrica
- Gabriele Fersini: chitarra elettrica
- Michael Thompson: chitarra elettrica
- Riccardo Galardini: chitarra elettrica
- Andrea Braido: chitarra elettrica
- Alan Darby: chitarra elettrica
- Cesare Chiodo: basso elettrico
- Gabriele Cicognani: basso elettrico
- Lee Sklar: basso elettrico
- Curt Bisquera: batteria
- Massimo Pacciani: batteria
- Pier Foschi: batteria
- Alfredo Golino: batteria
- Christopher Warren Green: violino
- Gavyn Wright: violino
- Stefano Cantini: sax
- Mirko Guerrini: flauto pakistano, flauto maezinho
- Lucy Wakeford: arpa
- Pam Shayne, Monica Magnani, Lisa Abbot, Sandy Chambers, Emanuela Cortesi, Antonella Pepe, Federica Fratoni, Stefano De Maco, Luca Jurman, Silvio Pozzoli: cori

## Promozione
Singoli
Tra te e il mare, il brano che anticipa l'uscita dell'album, raggiunge in Italia il 4º posto in classifica e rimane in Top20 per 13 settimane. Il singolo raggiunge anche le classifiche in Svizzera, Francia e Paesi Bassi. Il secondo singolo, Il mio sbaglio più grande raggiunge in Italia il 20º posto in classifica.
Dall'album Tra te e il mare vengono estratti 4 singoli:
- Tra te e il mare
- Il mio sbaglio più grande
- Fidati di me
- Volevo dirti che ti amo

| Tra te e il mare                           | Tra te e il mare |
| Italia                                     | Italia           |
| ------------------------------------------ | ---------------- |
| Tra te e il mare (2 settembre 2000)        |                  |
| Il mio sbaglio più grande (7 gennaio 2001) |                  |
| Fidati di me (giugno 2001)                 |                  |
| Volevo dirti che ti amo (2001)             |                  |
| Brasile                                    |                  |
| Tra te e il mare                           |                  |
| Il mio sbaglio più grande                  |                  |
| Volevo dirti che ti amo                    |                  |
| Fidati di me                               |                  |

Dall'album Entre tú y mil mares vengono estratti 4 singoli:
- Entre tú y mil mares
- Un error de los grandes
- Fíate de mí
- Quiero decirte que te amo

| Entre tú y mil mares      | Entre tú y mil mares |
| Spagna                    | Spagna               |
| ------------------------- | -------------------- |
| Entre tú y mil mares      |                      |
| Un error de los grandes   |                      |
| Quiero decirte que te amo |                      |
| Fíate de mí               |                      |
| Colombia e Messico        |                      |
| Entre tú y mil mares      |                      |
| Un error de los grandes   |                      |
| Fíate de mí               |                      |
| Cile e Argentina          |                      |
| Entre tú y mil mares      |                      |
| Un error de los grandes   |                      |
| Fíate de mí               |                      |
| Quiero decirte que te amo |                      |

Videoclip
| Titolo                    | Regista         |
| ------------------------- | --------------- |
| Tra te e il mare          | Alberto Colombo |
| Entre tú y mil mares      | Alberto Colombo |
| Il mio sbaglio più grande | Alberto Colombo |
| Un error de los grandes   | Alberto Colombo |
| Fidati di me              | Marco Salom     |
| Fíate de mí               | Marco Salom     |
| Volevo dirti che ti amo   | Luca Lucini     |
| Quiero decirte que te amo | Luca Lucini     |

## Riconoscimenti
Nel 2001 Entre tú y mil mares riceve una candidatura ai Latin Grammy Awards nella categoria Miglior album Pop femminile. Inoltre grazie all'album ricevono una candidatura Laura Pausini,  Alfredo Cerruti e Dado Parisini nella categoria Miglior produttore dell'anno e Jon Jacobs e Luca Bignardi nella categoria Miglior ingegnere del suono.

## Classifiche
Negli classifica Billboard degli Stati Uniti d'America ottiene il 13º posto nella classifica Latin Pop Albums e il 26° nella classifica Latin Album.

### Classifiche settimanali
| Classifica (2000-2006) | Posizione massima |
| ---------------------- | ----------------- |
| Belgio (Vallonia)      | 38                |
| Finlandia              | 4                 |
| Francia                | 30                |
| Germania               | 34                |
| Italia                 | 2                 |
| Paesi Bassi            | 40                |
| Spagna                 | 3                 |
| Svezia                 | 41                |
| Svizzera               | 2                 |

### Classifiche di fine anno
| Classifica (2000) | Posizione |
| ----------------- | --------- |
| Europa            | 99        |
| Italia            | 15        |
| Svizzera          | 14        |